# Alexander Regier
Alexander Regier (* 1976 in München) ist ein deutsch-britisch-kolumbianischer Literaturwissenschaftler, Anglist und Komparatist. Er ist der William Faulkner Professor und Chair des English Departments an der Rice University.

## Leben
1995 legte Regier das bayerische Staatsabitur in München ab. Er studierte anschließend Anglistik und Philosophie an der Durham University (1996–1999). Es folgten ein M.Phil (European Literature, 2000) und die Promotion (Anglistik, 2004) an der University of Cambridge. In den Jahren 2005–2009 war er Research Fellow am King’s College, Cambridge.
Seit 2009 ist er Professor an der Rice University und hat dort mehrere leitende Positionen inne. 2023 wurde er zum Chair der Faculty of English gewählt. Er hat auch eine Professur im Department of Modern and Classical Literatures and Cultures inne.
In den Jahren 2010–2022 war Regier Herausgeber der wissenschaftlichen Zeitschrift SEL Studies in English Literature 1500–1900.
Unter den zahlreichen Forschungspreisen und Fellowships, mit denen er ausgezeichnet wurde, sind u. a. das Alexander von Humboldt Stipendium für erfahrene Wissenschaftler und geförderte Forschungsaufenthalte in Großbritannien (Cambridge, Exeter) und den USA (u. a. NEH, NHC).
Seit 2002 publiziert Regier zur Literaturwissenschaft und -geschichte, Kulturwissenschaft, Komparatistik, Literaturtheorie, Poetik, Sports Studies und weiteren Themen.

## Ausgewählte Veröffentlichungen
- Exorbitant Enlightenment: Blake, Hamann, and Anglo-German Constellations (Oxford University Press, 2019), ISBN 978-0-19-882712-2.
- Fracture and Fragmentation in British Romanticism (Cambridge University Press, 2010), ISBN 978-1-107-41177-7.
- mit Stefan Uhlig (ed.), Wordsworth’s Poetic Theory: Knowledge, Language, Experience (Palgrave, 2010), ISBN 978-0-230-52544-3.